# 内郷小島町
内郷小島町（うちごう おじままち）は、福島県いわき市の大字である。郵便番号は973-8401。

## 地理
いわき市中央部の内郷地区に属する。北で内郷御台境町、東で平、小島町、平谷川瀬、南で明治団地、平成、西で内郷御厩町とそれぞれ隣接する。概ね町村制施行以前の磐前郡小島村の流れを汲む地域である。二級水系夏井川水系新川右岸域の平野部と南部に隣接する丘陵地を主な範囲とする。平野部では平南部第一土地区画整理事業により広い範囲が小島町として分離新設されたことから、現在は新川沿いの平中央自動車学校周辺や南側の山裾などわずかな範囲が残る。南部の丘陵でも大規模な宅地造成が行われ、明治団地、平成として分離新設された。内郷御厩町内に所在するいわき中央警察署及び内郷綴町に所在する内郷消防署がそれぞれ管轄にあたる。

### 主な字
字
複数の字を持つが、「字」の表記はされない。
- 天ノ田
- 川崎
- 新町
- 台ノ上

- 花輪
- 竹ノ内
- 作田
- 下ノ内

### 河川
- 新川（二級水系夏井川水系）

## 歴史
- 1879年1月27日 - 平藩領小島村が福島県内における郡区町村制の施行により磐前郡の村となる[4]。
- 1889年4月1日 - 町村制の施行により小島村が御台境村、御厩村、高坂村、綴村、宮村、内町村、白水村と合併し、磐前郡内郷村が発足する。旧小島村域は内郷村の大字となる[4]。
- 1896年4月1日 - 磐前郡と周辺郡との合併により石城郡が発足し、石城郡内郷村となる[4]。
- 1942年8月1日 - 内郷村が町制施行し、内郷町の大字となる[4]。
- 1954年7月10日 - 内郷町が市制施行し、内郷市の大字となる[4]。
- 1966年10月1日 - 内郷市が平市・磐城市・常磐市・勿来市、石城郡小川町・遠野町・四倉町・川前村・田人村・好間村・三和村、双葉郡久之浜町・大久村と合併しいわき市となり、いわき市内郷地区の大字となる[4]。
- 1974年 - 宅地造成に伴い南部の丘陵地の一部が明治団地として分離新設される[4]。
- 1976年 - 平南部第一土地区画整理事業により域内東部の当該区域が小島町として分離新設される[4]。
- 1998年 - 平成ニュータウンの造成に伴い南部の丘陵地の一部が平成として分離新設される[4]。

## 世帯数と人口
2023年10月31日現在の世帯数と人口は以下の通りである。
| 大字       | 世帯数  | 人口  |
| ---------- | ------- | ----- |
| 内郷小島町 | 156世帯 | 337人 |

## 小・中学校の学区
市立小・中学校に通う場合、学区は以下の通りとなる。
| 番地           | 小学校                 | 中学校                 |
| -------------- | ---------------------- | ---------------------- |
| 下記を除く全域 | いわき市立平第一小学校 | いわき市立平第一中学校 |
| 鳥居沢         | いわき市立平第五小学校 | いわき市立平第三中学校 |

## 交通

### 道路
- 福島県道20号いわき上三坂小野線（旧国道6号）
  - 尼子橋
- 一級市道内郷平線

## 施設
- 平中央自動車学校
- 満蔵寺
- 春日神社
- 稲荷神社